# Hochschwung
Hochschwung är en bergstopp i Österrike.   Den ligger i distriktet Murtal och förbundslandet Steiermark, i den centrala delen av landet, 180 km sydväst om huvudstaden Wien. Toppen på Hochschwung är 2 196 meter över havet, eller 374 meter över den omgivande terrängen. Bredden vid basen är 7,4 km.
Terrängen runt Hochschwung är kuperad söderut, men norrut är den bergig. Närmaste större samhälle är Rottenmann, 12,5 km norr om Hochschwung. 
I omgivningarna runt Hochschwung växer i huvudsak blandskog. Runt Hochschwung är det ganska glesbefolkat, med 42 invånare per kvadratkilometer.